# Diadumene lighti
Diadumene lighti är en havsanemonart som beskrevs av Hand 1956. Diadumene lighti ingår i släktet Diadumene och familjen Diadumenidae. Inga underarter finns listade i Catalogue of Life.